# Objection!
Objection! (Overruled!) est une série télévisée canadienne en 26 épisodes de 25 minutes créée par Jeff Biederman, Jeffrey Alan Schechter et Jeff F. King en coproduction avec la chaîne britannique Disney Channel et diffusée depuis le 10 juillet 2009 au Royaume-Uni et du 13 septembre 2009 au 13 mai 2010 sur Family au Canada, qui a débuté par la deuxième saison.
Au Québec, elle est diffusée depuis le 2 juin 2011 sur VRAK.TV,, dont l'avant-première a eu lieu le 31 décembre 2010. Elle reste inédite dans les autres pays francophones.

## Distribution
- Jacob Kraemer (en) (VQ : Hugolin Chevrette) : Jared « Coop » Cooper
- Sally Taylor-Isherwood (en) (VQ : Claudia-Laurie Corbeil) : Kaleigh Stewart
- Nick Spencer (VQ : Gabriel Lessard) : Russell « Rusty » Dougal
- Jasmine Richards (VQ : Sarah-Jeanne Labrosse) : Tara Bohun
- Tammy Isbell (es) : Linda Cooper
- Tom Barnett : Gil Cooper
- Sara Waisglass : Jordana « Jordy » Cooper
- Brendan Gall (en) (VQ : Martin Watier) : Bill Vickers (12 épisodes)
- Stephen Joffe (VQ : Marc St-Martin) : Howard L. Jackson (6 épisodes)

 Source et légende : version québécoise (VQ) sur Doublage.qc.ca

## Épisodes

### Première saison (2010)
1. Le Procès de Jared Cooper (The Trials of Jared Cooper)
2. Le Code vestimentaire (Style Conscience)
3. Expériences rock'n'roll (The Rusty Dougal Experience)
4. Le Verdict du juge Tara (Judge Tara's Decision)
5. Échec et mat (The Quarterback Sack)
6. La Technique Coop (The Way of the Coop)
7. Preuves Indirectes (Circumstantial Evidence)
8. Titre français inconnu (Take the Cheese Loaf and Run)
9. Titre français inconnu (Snakes in the Grass)
10. Titre français inconnu (Haunted High Court)
11. Histoires de Couple (So Happy Together)
12. Ça reste entre nous (Help)
13. Deux amis et un bébé (Two Boys and a Baby)

### Deuxième saison (2009)
1. Canadian President
2. The Van Plan
3. Dream a Little Dream
4. Court Jesters
5. Job Swap
6. Competitive Spirits
7. Roleplay
8. The Truth Shall Set You Free
9. Worlds Collide
10. Valentine's Day Off!
11. Dummy Up
12. Wrestling with Issues
13. This Magic Moment

## Commentaires
- Le pilote a été tourné en 2007 mais la diffusion n'a débuté qu'en 2009.
- Les décors du lycée de la série sont les mêmes que ceux utilisés dans les saisons 2 à 4 de Derek.
- C'est la 3e série coproduite par Family et Disney Channel après Derek et La Vie selon Annie (Naturally, Sadie).
- Les scènes extérieures sont tournées devant le Riverdale Collegiate Institute (en) de Toronto.
- Jacob Kraemer et Jasmine Richards ont tous les deux fait partie de la distribution de La Vie selon Annie.